# Aspilota elongata
Aspilota elongata är en stekelart som beskrevs av Chen och Wu 1994. Aspilota elongata ingår i släktet Aspilota och familjen bracksteklar. Inga underarter finns listade.